# 인도 문학회 상

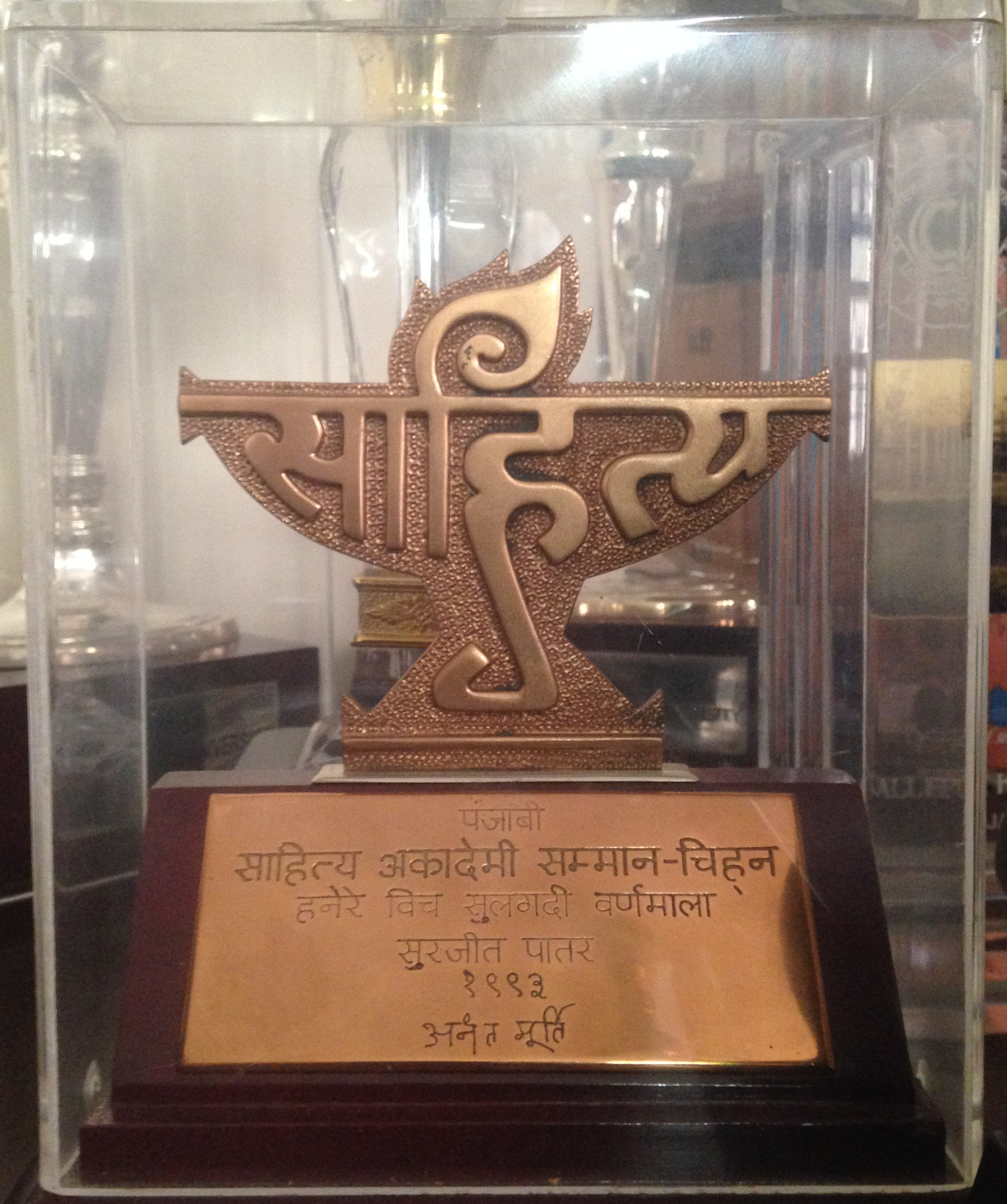

인도 문학회 상(힌디어: साहित्य अकादमी पुरस्कार 사히티아 아카데미 푸라스카르, Sahitya Akademi Award, '사히티아'는 '문학'이라는 뜻) 또는 사히티아 아카데미 상은 인도의 문학상으로, 인도에서 사용되는 여러 언어로 된 문예 활동을 지원하는 국가 후원 단체인 인도 문학회(힌디어: साहित्य अकादमी 사히티아 아카데미)가 매년 수여한다.
수상 언어는 힌디어, 영어를 비롯한 총 24개 언어이다. 즈냔피트 상처럼 하나의 언어에 대해서만 수상하지 않고, 모든 언어 부문을 독립적으로 관리하여 1회 수상에 각기 다른 언어를 사용하는 24명이 상을 받게 된다. 수상자의 대표 작품이 반드시 문학 부문에 한정될 필요는 없으며, 철학이나 미학 논문 등으로 상을 받는 것도 가능하다.
1954년 제정될 당시 수상자는 명판과 상금 5만 루피를 받았으며, 2009년 인도 정부는 상금을 10만 루피로 올리기로 공표하였다.

## 같이 보기
- 힌디어 인도 문학회 상 수상자 목록
- 영어 인도 문학회 상 수상자 목록
- 구자라트어 인도 문학회 상 수상자 목록
- 마라티어 인도 문학회 상 수상자 목록
- 말라얄람어 인도 문학회 상 수상자 목록
- 벵골어 인도 문학회 상 수상자 목록
- 산스크리트어 인도 문학회 상 수상자 목록
- 아삼어 인도 문학회 상 수상자 목록
- 오리야어 인도 문학회 상 수상자 목록
- 우르두어 인도 문학회 상 수상자 목록
- 타밀어 인도 문학회 상 수상자 목록
- 텔루구어 인도 문학회 상 수상자 목록